# ونج (ملك مصري)
ونج (أو أونج)، المعروف أيضًا باسم ونج-نبتي، هو اسم عرش ملك مصري من الفترة المبكرة، الذي حكم خلال الأسرة الثانية. على الرغم من أن موقعه الزمني واضح لدى علماء المصريات، إلا أنه من غير الواضح مدة حكم الملك ونج. كما أنه من غير الواضح أي أسماء حورس التي تم التعرف عليها أثريًا ينتمي له.

### ونج يتوافق مع حور نب رع (أو رع نب)

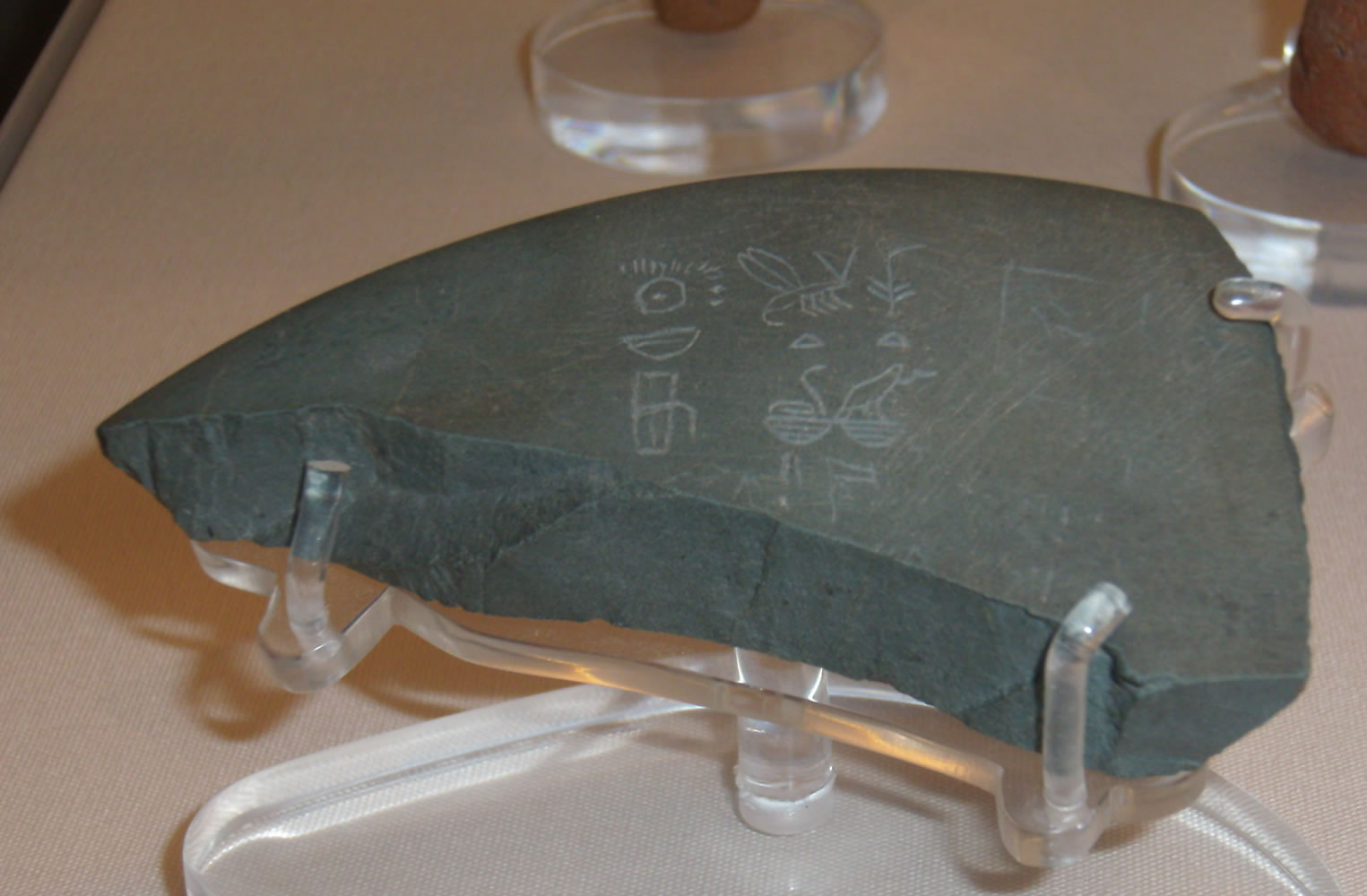
BM EA 35556، الوعاء الحجري الذي استخدمه يواخيم كال لمطابقة ونج مع رع نب.